# Baldersheim
Baldersheim é uma comuna francesa na região administrativa de Grande Leste, no departamento Alto Reno. Estende-se por uma área de 12,79 km². Em 2010 a comuna tinha 2 710 habitantes (densidade: 211,9 hab./km²).